# Заїн (літера гебрайської абетки)
| Фінікійська | Звичайна | Звичайна | Курсив |
| ----------- | -------- | -------- | ------ |
| Zayin       | ז        | ז        |        |

Заїн (івр. זַ֫יִן) — сьома літера гебрайської абетки. Має числове значення 7. Відповідає арабській літері Зайн.

## Вимова
Позначає звук [ z~z ].

## Різні варіанти позначення ז
В азбуці Морзе ז відповідає сигнал — — • • (тире тире крапка крапка). Настільки довгий сигнал відображає рідкісне використання літери в івриті.
У шрифті Брайля ז позначається поєднанням точок .
| Unicode Codepoint | U+05d6              |
| Unicode-Name      | HEBREW LETTER ZAYIN |
| HTML              | &#1494;             |
| ISO 8859-8        | 0xe6                |

В Unicode ז позначається кодом 05D6.